# انتوني (كورنوال)
انتوني (بالإنجليزية: Antony, Cornwall)‏ هي قرية وأبرشية مدنية تقع في المملكة المتحدة في إنجلترا. يقدر عدد سكانها بـ 500 نسمة .